# Akito Miura
Akito Miura (三浦 旭人 Miura Akito?, nacido el 11 de agosto de 1987 en Osaka) es un exfutbolista japonés. Jugaba de centrocampista y su último club fue el Renofa Yamaguchi FC de Japón.

## Trayectoria

### Clubes
| Club                | País  | Año         |
| ------------------- | ----- | ----------- |
| Yokohama F. Marinos | Japón | 2004        |
| Gainare Tottori     | Japón | 2010 - 2012 |
| FC Ryukyu           | Japón | 2013        |
| Renofa Yamaguchi FC | Japón | 2014        |

## Estadística de carrera

### J. League
| Club                | Año   | J. League | J. League | Copa J. League | Copa J. League | Total | Total |
| Club                | Año   | Part.     | Goles     | Part.          | Goles          | Part. | Goles |
| ------------------- | ----- | --------- | --------- | -------------- | -------------- | ----- | ----- |
| Yokohama F. Marinos | 2004  | 0         | 0         | 0              | 0              | 0     | 0     |
| Gainare Tottori     | 2011  | 14        | 0         | -              | -              | 14    | 0     |
| Gainare Tottori     | 2012  | 25        | 0         | -              | -              | 25    | 0     |
| Total               | Total | 39        | 0         | 0              | 0              | 39    | 0     |